# Savilampi (sjö i Norra Savolax)
Savilampi är en sjö i Finland. Den ligger i Kuopio i landskapet Norra Savolax, i den centrala delen av landet, 300 km norr om huvudstaden Helsingfors. Savilampi ligger 108 meter över havet. I omgivningarna runt Savilampi växer i huvudsak barrskog.